# Ayaka

Ayaka (2012)

ayaka (jap. 絢香), bürgerlich Ayaka Iida (飯田 絢香, Iida Ayaka; * 18. Dezember 1987 in Moriguchi), ist eine japanische J-Pop-Sängerin, die derzeit bei Warner Music unter Vertrag steht.

## Biografie
Ayaka hatte ihren ersten Auftritt bei einem Schulfest, auf dem sie nur Songs von bekannten japanischen Künstlern vortrug. Durch einen Zuhörer wurde sie daraufhin bewegt, beim VOICE Music Center in Fukuoka erste Lieder zu schreiben und aufzunehmen. 2005 trat sie vorrangig auf kleinen öffentlichen Musikveranstaltungen auf und war als Vorprogramm von anderen Bands aktiv. Obwohl sie noch keinen Plattenvertrag hatte, sang sie das Abspannlied für das japanische Dorama @Human und drehte ein Musikvideo dazu. Trotzdem wurde das Stück Mikazuki über ein Jahr lang nicht veröffentlicht.
Im Januar 2006 wurde I Believe aufgenommen, das als Abspannlied für das japanische Dorama Rondo dienen sollte. Da diese Sendung viele Zuschauer in ganz Japan erreichte, wurde das Stück über eine Million Mal heruntergeladen. Dadurch wurde I Believe zur dritterfolgreichsten Debütsingle in den Downloadcharts. Mit der regulären Veröffentlichung am 2. Februar 2006 erreichte die Single Platz 3 in den Oricon-Charts und verkaufte sich letztlich 236.012 Mal. Ein englisches Cover des Lieds wurde von Miki Andō beim Eislaufwettbewerb 2006 Skate America verwendet. Da Andō gewann, trat ayaka im folgenden Jahr bei den World Figure Skating Championships 2007 live mit demselben Song auf und verhalf ihr wieder zum Sieg. Die Single wurde zur 34 höchst verkauften Single des Jahres 2006.
Ayakas zweite Single melody ~SOUNDS REAL~ wurde am 10. Mai 2006 veröffentlicht war von mehr Rockeinflüssen geprägt und auf eine Auflage von 100.000 Stück limitiert. Die Single verkaufte sich jedoch schlecht und erreichte nur Platz 14 der Charts mit 24.466 verkauften Einheiten. Das ebenfalls auf der Single enthaltene Stück Blue Days wurde als Titellied für die Fernsehserie Suppli benutzt. Ihre dritte Single trug den Namen Real voice und erschien am 19. Juli 2006. Das Stück wurde ebenfalls für Suppli als Abspannlied eingesetzt. Die Single erreichte Platz 11 in den Charts und mit 51.121 Exemplaren belegte sie Platz 171 bei den meistverkauften Singles des Jahres 2006. Am 27. September 2006 erschien ihre vierte Single Mikazuki ein Jahr nach ihrer Fertigstellung. Sie erreichte als erste Single von ayaka Platz 1 der Charts und verkaufte sich 243.133 Mal und wurde damit zur 49 bestverkauften Single des Jahres 2006. Ihr erstes Album First Message erschien am 1. November 2006 und wurde auf Anhieb die Nummer 1 in den Charts. Letztlich wurden 1.156.619 Exemplare verkauft und das Album erreichte Platz 13 bei den meistverkauften Alben im Jahr 2006. Somit war es das erfolgreichste Debütalbum seit dem Album True von Mika Nakashima im Jahre 2002.
Auf den 28. Februar 2007 wurde eine neue Single Winding Road angekündigt, die eine Zusammenarbeit mit dem japanischen Duo Kobukuro werden sollte. Es wurde ayakas meistverkaufte Single mit über 350.000 Exemplaren und erreichte Platz 2 der Charts. Die fünfte Single Jewelry Day wurde als Titelsong für den japanischen Film Last Love genutzt. Dieser Song wurde unter anderem auch auf dem Live Earth in Chiba am 7. Juli 2007 von ayaka gesungen. Die sechste Single erschien am 5. September 2007 und diente als Titelsong für das PSP-Spiel Crisis Core: Final Fantasy VII. Ende 2007 sang sie den Song Peace Loving People bei der in Japan bekannten Musikshow Kōhaku Uta Gassen.
Ihre erste Single im Jahr 2008 wurde am 5. März veröffentlicht und trägt den Titel Te o Tsunagō / Ai o Utaō. Das erste Stück wurde dabei als Titellied für den Film Eiga Doraemon Nobita to Midori no Kyojinden und das zweite für einen Werbespot des japanischen Kosmetikproduzenten KOSÉ. Ihre Single Okaeri erschien im Mai 2008 und war der Titelsong bei der Verfilmung der japanischen Mangareihe Zettai Kareshi. Das zweite Studioalbum Sing to the Sky von ayaka wurde am 25. Juni 2008 veröffentlicht und erreichte Position 2 der Charts.
Im Jahr 2009 veröffentlichte sie ihr erstes Best-Of Album ayaka’s History 2006–2009 welches alle Singles der Jahre von 2006 bis 2009, einschließlich Yume wo Mikata ni / Koi Kogarete Mita Yume und Minna Sora No Shita sowie ein neues Stück mit Kobukuro, Anata to, enthält. Außerdem nahmen diese ayakas Lied Mikazuki für ihr Coveralbum Kobukuro All Covers Best, welches im Jahr 2010 veröffentlicht wurde, auf. Anschließend legte die Sängerin gesundheitsbedingt für zwei Jahre eine musikalische Pause ein.
Im Oktober 2011 wurde für das Jahr 2012 ein Comeback in Form eines Indie-Albums angekündigt. Dieses trägt den Titel The beginning und wurde unter ihrem eigenen Label A StAtion veröffentlicht.

## Diskografie

### Studioalben
| Jahr | Titel                                                         | Höchstplatzierung, Gesamtwochen, AuszeichnungChartsChartplatzierungen (Jahr, Titel, Platzierungen, Wochen, Auszeichnungen, Anmerkungen) | Anmerkungen                                                       |
| Jahr | Titel                                                         | JP | Anmerkungen                                                       |
| ---- | ------------------------------------------------------------- | --- | ----------------------------------------------------------------- |
| 2006 | First Message                                                 | JP1 Diamant · (128 Wo.)JP | Erstveröffentlichung: 1. November 2006 Verkäufe JP: + 1.202.180   |
| 2008 | Sing to the Sky                                               | JP2 ×3Dreifachplatin · (60 Wo.)JP | Erstveröffentlichung: 25. Juni 2008 Verkäufe JP: + 750.000        |
| 2009 | Ayaka’s History 2006–2009                                     | JP1 Diamant · (87 Wo.)JP | Erstveröffentlichung: 23. September 2009 Verkäufe JP: + 1.000.000 |
| 2012 | The Beginning                                                 | JP1 Platin · (28 Wo.)JP | Erstveröffentlichung: 1. Februar 2012 Verkäufe JP: + 250.000      |
| 2012 | Ayaka’s Best: Ballad Collection                               | JP7 Gold · (17 Wo.)JP | Erstveröffentlichung: 26. September 2012 Verkäufe JP: + 100.000   |
| 2013 | Yūon Club: 1st Grade (遊音倶楽部) Fun Music Club              | JP4 Gold · (16 Wo.)JP | Erstveröffentlichung: 4. September 2013 Verkäufe JP: + 100.000    |
| 2015 | Rainbow Road (レインボーロード) Reinbō Rōdo                   | JP3 Gold · (33 Wo.)JP | Erstveröffentlichung: 15. April 2015 Verkäufe JP: + 100.000       |
| 2016 | This is Me ~ayaka 10th anniversary Best~                      | JP3 Gold · (36 Wo.)JP | Erstveröffentlichung: 13. Juli 2016 Verkäufe JP: + 100.000        |
| 2018 | 30 y/o                                                        | JP9 (13 Wo.)JP | Erstveröffentlichung: 14. November 2018 Verkäufe JP: + 21.000     |
| 2020 | Yūon Club: 2nd Grade (遊音倶楽部～2nd grade～) Fun Music Club | JP5 (11 Wo.)JP | Erstveröffentlichung: 13. Mai 2020                                |
| 2022 | Love Cycle                                                    | JP14 (6 Wo.)JP | Erstveröffentlichung: 1. Februar 2022 Verkäufe JP: + 4.841        |
| 2023 | Funtale                                                       | JP15 (5 Wo.)JP | Erstveröffentlichung: 21. Juni 2023                               |

### Singles
| Jahr | Titel Album                                                                 | Höchstplatzierung, Gesamtwochen, AuszeichnungChartsChartplatzierungen (Jahr, Titel, Album, Platzierungen, Wochen, Auszeichnungen, Anmerkungen) | Anmerkungen |
| Jahr | Titel Album                                                                 | JP | Anmerkungen |
| ---- | --------------------------------------------------------------------------- | --- | --- |
| 2006 | I Believe First Message                                                     | JP3 ×3Platin + Dreifachplatin (Digital) · (39 Wo.)JP                                                                                           | Erstveröffentlichung: 1. Februar 2006 · Verkäufe JP: + 2.000.000 · + JP: Diamant (Klingelton)                                                    |
| 2006 | melody ~Sounds Real~ First Message                                          | JP14 (15 Wo.)JP | Erstveröffentlichung: 10. Mai 2006 Verkäufe JP: + 24.466                                                                                         |
| 2006 | Real Voice First Message                                                    | JP11 ×3Gold + Dreifachplatin (Klingelton) · (16 Wo.)JP                                                                                         | Erstveröffentlichung: 19. Juli 2006 · Verkäufe JP: + 950.000 · + JP: Gold (Mobile Downloads)                                                     |
| 2006 | Mikazuki First Message                                                      | JP1 ×2Platin + Doppeldiamant (Digital) · (41 Wo.)JP                                                                                            | Erstveröffentlichung: 27. September 2006 · Verkäufe JP: + 4.250.000 · + JP: ×2Doppeldiamant (Klingelton) , + JP: Platin (Streaming)              |
| 2007 | Winding Road Sing to the Sky                                                | JP— Platin + Diamant (Digital)JP | Erstveröffentlichung: 28. Februar 2007 · Verkäufe JP: + 3.500.000; feat. Kobukuro · + JP: Platin (Downloads), + JP: ×2Doppeldiamant (Klingelton) |
| 2007 | Jewelry day Sing to the Sky                                                 | JP2 Gold + Gold (Downloads) · (9 Wo.)JP | Erstveröffentlichung: 4. Juli 2007 · Verkäufe JP: + 1.450.000 · + JP: Platin (Mobile Downloads), + JP: Diamant (Klingelton)                      |
| 2007 | Clap & Love / Why Sing to the Sky                                           | JP5 Gold + Gold (Digital) · (14 Wo.)JP | Erstveröffentlichung: 12. September 2007 · Verkäufe JP: + 300.000 · + JP: Gold (Mobile Downloads Why)                                            |
| 2007 | For Today Sing to the Sky                                                   | JP1 Gold (Mobile Downloads) · (41 Wo.)JP | Erstveröffentlichung: 14. November 2007 Verkäufe JP: + 283.500                                                                                   |
| 2008 | Te o Tsunagō / Ai o Utaō Sing to the Sky                                    | JP7 (11 Wo.)JP | Erstveröffentlichung: 5. März 2008 Verkäufe JP: + 41.971                                                                                         |
| 2008 | Okaeri Sing to the Sky                                                      | JP6 ×3Dreifachplatin (Digital) + Dreifachplatin (Klingelton) · (10 Wo.)JP                                                                      | Erstveröffentlichung: 14. Mai 2008 Verkäufe JP: + 1.500.000                                                                                      |
| 2008 | Anata to Ayaka’s History 2006–2009                                          | JP— ×2Gold + Doppelplatin (Digital)JP | Erstveröffentlichung: 24. September 2008 · Verkäufe JP: + 1.100.000; feat. Kobukuro · + JP: ×2Doppelplatin (Klingelton)                          |
| 2009 | Yume wo Mikata ni / Koi Kogarete Mita Yume Ayaka’s History 2006–2009        | JP6 Platin (Digital) + Gold (Downloads) · (13 Wo.)JP                                                                                           | Erstveröffentlichung: 22. April 2009 Verkäufe JP: + 350.000                                                                                      |
| 2009 | Minna Sora no Shita Ayaka’s History 2006–2009                               | JP4 ×2Doppelplatin (Digital) · (17 Wo.)JP | Erstveröffentlichung: 8. Juli 2009 Verkäufe JP: + 500.000                                                                                        |
| 2012 | Tsuyoku Omou (ツヨク想う) Think Hard Rainbow Road                           | JP— Gold (Digital)JP | Erstveröffentlichung: 25. Januar 2012 Verkäufe JP: + 100.000                                                                                     |
| 2013 | Beautiful / Chiisa na Ashiato (ちいさな足跡) Little Footprints Rainbow Road | JP12 Gold (Digital) · (7 Wo.)JP | Erstveröffentlichung: 20. Februar 2013 Verkäufe JP: + 100.000                                                                                    |
| 2013 | Arigatō no Wa (ありがとうの輪) Circle of Thanks Rainbow Road                | JP— Gold (Digital)JP | Erstveröffentlichung: 4. Oktober 2013 Verkäufe JP: + 100.000                                                                                     |
| 2014 | Number One Rainbow Road                                                     | JP15 (3 Wo.)JP | Erstveröffentlichung: 19. Februar 2014 Verkäufe JP: + 9.000                                                                                      |
| 2014 | Nijiiro (にじいろ) Rainbow-colored Rainbow Road                             | JP8 ×3Dreifachplatin (Digital) + Platin (Streaming) · (48 Wo.)JP                                                                               | Erstveröffentlichung: 18. Juni 2014 Verkäufe JP: + 750.000                                                                                       |
| 2017 | Kotonoha (コトノハ) Kotonoha 30 y/o                                         | JP25 (5 Wo.)JP | Erstveröffentlichung: 10. Mai 2017 Verkäufe JP: + 5.000                                                                                          |
| 2017 | Sakura (サクラ) Cherry Blossoms 30 y/o                                      | — | Erstveröffentlichung: 2017 |
| 2018 | Heart Up 30 y/o                                                             | — | Erstveröffentlichung: 2018 Verkäufe JP: + 8.000; Ayaka x Daichi Miura                                                                            |
| 2018 | Glory 30 y/o                                                                | — | Erstveröffentlichung: 2018; Ayaka x Kreva |
| 2020 | Michishirube (道しるべ) Guidepost Love Cycle                                | — | Erstveröffentlichung: 2020 |
| 2020 | Xmas Santa Love Cycle                                                       | — | Erstveröffentlichung: 2020 |
| 2021 | Motto Ii Hi ni (もっといい日に) On a Better Day Love Cycle                  | — | Erstveröffentlichung: 2021 |
| 2021 | Tender Love Love Cycle                                                      | — | Erstveröffentlichung: 2021 |
| 2022 | Victim of Love Love Cycle                                                   | — | Erstveröffentlichung: 2022; feat. Taka |

Weitere Lieder
- 2006: Peace Loving People (JP: Gold (Mobile Downloads))
- 2008: Hold Hands (手をつなごう) (JP: Platin (Mobile Downloads), JP: Gold (Downloads))
- 2008: Kon’ya mo Hoshi ni Dakarete (今夜も星に抱かれて...) Tonight Too, I Am Wrapped in the Stars... (JP: Gold (Digital))
- 2012: Hajimari no Toki (はじまりのとき) A New Beginning in Me (JP: Platin (Digital))
- 2015: Minna Sora no Shita (みんな空の下) (JP: Gold (Streaming))

### Videoalben
| Jahr | Titel                                                                      | Höchstplatzierung, Gesamtwochen, AuszeichnungChartsChartplatzierungen (Jahr, Titel, Platzierungen, Wochen, Auszeichnungen, Anmerkungen) | Anmerkungen                                                 |
| Jahr | Titel                                                                      | JP | Anmerkungen                                                 |
| ---- | -------------------------------------------------------------------------- | --- | ----------------------------------------------------------- |
| 2007 | Ayaka Live Tour "First Message"                                            | JP2 (21 Wo.)JP | Erstveröffentlichung: 4. April 2007                         |
| 2010 | MTV Unplugged Ayaka                                                        | JP2 (14 Wo.)JP | Erstveröffentlichung: 13. Januar 2010 Verkäufe JP: + 71.552 |
| 2012 | Ayaka Live Tour 2012: The Beginning~Hajimari no Toki                       | JP6 (6 Wo.)JP | Erstveröffentlichung: 12. Dezember 2012                     |
| 2014 | Ayaka Live Tour 2013: Fortune Cookie~Nani ga Deru Kana!? at Nippon Budokan | JP6 (3 Wo.)JP | Erstveröffentlichung: 5. März 2014                          |
| 2015 | Nijiiro Tour 3-Star Raw Niya Kagiri no Super Premium Live 2014.12.26       | JP17 (5 Wo.)JP | Erstveröffentlichung: 18. März 2015                         |
| 2017 | Ayaka 10th Anniversary Super Best Tour                                     | JP11 (4 Wo.)JP | Erstveröffentlichung: 15. März 2017                         |
| 2018 | Acoustic Live Tour 2017-2018 ～3-Star Raw～                                | JP20 (2 Wo.)JP | Erstveröffentlichung: 14. März 2018                         |
| 2021 | Ayaka Online Live Selection 2020                                           | JP20 (2 Wo.)JP | Erstveröffentlichung: 18. August 2021                       |
| 2023 | The Notebook (百年十色) Hyakunen Jushoku                                   | — | Erstveröffentlichung: 1. Juni 2023                          |

### Auszeichnungen für Musikverkäufe
Anmerkung: Auszeichnungen in Ländern aus den Charttabellen bzw. Chartboxen sind in ebendiesen zu finden.
| Land/RegionAuszeichnungen für Musikverkäufe (Land/Region, Auszeichnungen, Verkäufe, Quellen) | Gold       | Platin       | Diamant       | Verkäufe   | Quellen            |
| -------------------------------------------------------------------------------------------- | ---------- | ------------ | ------------- | ---------- | ------------------ |
| Japan (RIAJ)                                                                                 | 21× Gold21 | 35× Platin35 | 11× Diamant11 | 21.350.000 | riaj.or.jp JP2 JP3 |
| Insgesamt                                                                                    | 21× Gold21 | 35× Platin35 | 11× Diamant11 |            |                    |